# Château du Perron
Le château du Perron est une demeure du XIXe siècle, qui se dresse sur l'ancienne commune française de Saint-Aubin-du-Perron dans le département de la Manche, en région Normandie. Selon la tradition, il remplacerait le vieux manoir de la Hézardière.

## Localisation
Le château est situé au sud-est de Périers, à 3 km au nord de l'église de Saint-Aubin-du-Perron, au sein de la commune nouvelle de Saint-Sauveur-Villages, dans le département français de la Manche. On y accède, au nord de la D 52, après avoir parcouru une longue allée plantée de tulipiers.

## Historique
Le château actuel date du XIXe siècle et a été bâti par le comte Jules d'Auxais (1818-1881), député-sénateur-maire, qui était en possession du domaine du Perron depuis 1831.
Dès le XIVe siècle, le fief du Perron était la possession de la famille Davy. En 1399 est cité comme sieur du Perron et de Virville, Jean Davy († 1414), lieutenant-général du vicomte de Coutances, et époux de Chardine Le Petiot. Se succèdent de père en fils, Jean II († 1456), puis Jean III († 1497). Jean IV Davy, époux de Marguerite Adde, dame de la Champagne (Saint-Sauveur-Lendelin), est cité en 1505 comme seigneur du Perron. Jean V meurt sans postérité en 1533. Jacques Davy († 1544), son frère, époux de Jeanne Henry, hérite, et le 5 juillet 1533 fait hommage au roi François Ier du fief, terre et seigneurie du Perron. Le 24 juillet 1536, dans un aveu, celui-ci indique que le Perron est « terre, fief et seigneurie tenus franchement et noblement à gage plège (assemblée de vassaux d'un même fief), justice, jurisdiction, court et usage ». C'est son fils, Jean VI, qui hérite et rend, en 1559, hommage au roi pour ses seigneuries du Perron et de la Champagne. Son épouse, Anne d'Anneville, apportera aux Davy la seigneurie de Quettreville. Bernard Davy, leurs fils, le 12 août 1607 rend un aveu de foi et hommage pour le Perron, mais à la suite de mauvaises affaires, il est contraint de vendre, le 15 juillet 1608, pour la somme de 54 000 livres tournois, à son cousin Jean Davy (1565-1621), conseiller d'État, seigneur de la Guette, futur archevêque de Sens et frère du cardinal, les fiefs, terres et seigneuries du Perron et de la Champagne. Le 17 mai 1622 les biens de l'archevêque sont partagés entre ses sœurs Marie Davy et Anne-Mary Davy († 1626).
Le château est vendu, le 10 août 1659, pour la somme de 30 000 livres à M. Charles Lemennicier de Martigny, lieutenant général civil et criminel à Saint-Lô, fils de Jeanne Le Noël et de Jacques Le Mennicier de Martigny, prétendant à la succession, et qui rendra aveu du Perron en 1661. En juin 1676, il obtient par lettres patentes du roi Louis XIV, la réunion des fiefs du Perron, de la Hazardière, de Hotot et de Creveuil, avec les moulins, sis sur la Taute, de Grente, Manne et Rohard, en une seule et même seigneurie sous le titre de « Châtellenie du Perron » avec droit patronal, et ce « en récompense des grands services rendus à l'État et aux rois Henri III, Henri le Grand (Henri IV) et Louis le Juste (Louis XIII) ».
Le 13 décembre 1794, Jean-Paul-François d'Auxais, fils de Jean-Baptiste-Philippe d'Auxais, seigneur du Mesnil-Véneron, et de Marie Madeleine Le Mennicier, fille de Charles et de Marie Hue de La Roque, seigneur et patron de Saint-Aubin-du-Perron, meurt en sa terre du Perron et est inhumé dans le cimetière de Saint-Aubin-du-Perron. De son union avec Bonne-Marie-Madeleine Langevin de Faulx († 1792), il laisse une fille Marie-Françoise d'Auxais, épouse de Thomas Desmaretz (1748-1809), seigneur de Montchaton. Cette dernière lègue à sa mort, survenue en 1831, le château du Perron au comte Jules d'Auxais (Périers, 1818 - Saint-Aubin-du-Perron, 1881),, et qui fait reconstruire le château en 1860.
De ses deux filles, Gabrielle, marquise de Marescot, c'est Marie (1848-1929), épouse en 1871 du comte Arthur de Hercé (1836-1914), qui hérite du Perron. Leur fille, Germaine (1876-1965), châtelaine du Perron en 1913, avait épousé, en 1902, le marquis Jean de Foucault-Malembert (1868-1957). Leur fils, le comte Jean de Foucault de Malemebert (1909-1980), père de Jean-Baptiste Foucault-Malembert (° 1943), commissaire au Plan de 1992 à 1995, inspecteur des finances, proche de Jacques Delors, vend, le 29 octobre 1973, le domaine du Perron à M. André Gaultier,.
En 1989, le Perron est acheté par des Anglais, M. et Mme Russel qui y reçoivent des scolaires anglais et américains. En 2017, ils le revendent à Hubert et Véronique Manson.

### Seconde Guerre mondiale
Lors de la Seconde Guerre mondiale, le château fut réquisitionné afin d'y loger des officiers allemands. En juillet 1944, à la Libération, le général Eisenhower séjourna ici durant huit jours dans sa « roulotte de camp ».

## Description
Le château, construit sur un terrain plat, de dimensions relativement modestes, peut être rapproché de plusieurs châteaux plus anciens comme Carneville, Annoville ou Carantilly,.
L'édifice, haut de deux niveaux au-dessus d'un sous-sol à demi enterré, a ses étages séparés par un large bandeau plat. Ses façades sont parfaitement symétriques. La façade principale, orientée à l'est, se compose d'un corps central de trois fenêtres, flanqué de deux pavillons de deux fenêtres coiffés d'une haute toiture à la Mansart percés d'une lucarne et de petits oculi. La façade ouest, côté étang, se compose d'une partie centrale en nette avancée sur plan demi-hexagonal, d'une largeur de trois fenêtres. De ce côté, les ouvertures sont à linteau en arc surbaissé, et seules les fenêtres du corps central sont surmontées de sculptures décoratives.

## Manifestations
Le château et le parc accueille notamment le salon « talents en Normandie » qui réunit des créateurs, artisans, artistes et producteurs locaux.